# Hippolyte Noël
Hippolyte Noël, né le 14 juillet 1828 à Paris où il est mort le 25 décembre 1894, est un peintre et dessinateur français.

## Biographie
Hippolyte Noël est le fils d'Etienne François Noël, employé, et de Thérèse Maupu.
Élève d'Eugène Fromentin et de François Bonvin, il expose ses paysages au Salon de 1850 à 1890.
En 1854, il épouse Céline Annette Emoy. Le couple réside dans la rue de Vaugirard, berceau d'Hippolyte Noël auquel il reste fidèle.
Il est dessinateur au laboratoire du Muséum national d'histoire naturelle du Jardin des plantes.
Il meurt à son domicile parisien, à l'âge de 66 ans.

## Œuvres dans les collections publiques
- Chartres, musée des Beaux-Arts : Les environs de Chartres, effet de neige, toile, 96 × 137 cm, don de l’État en 1871[6].